# Villa Dandolo
La Villa Dandolo, detta anche Villa Oppliger o Villa  Selene, è una villa neoclassica eretta dall'architetto Leopoldo Pollack per lo statista e scienziato Vincenzo Dandolo, sul sito dell'antico convento delle monache di san Martino a Biumo Inferiore presso Varese.

## Storia
La villa fu edificata nel 1810 dal noto illuminista veneziano Vincenzo Dandolo, sui terreni da lui acquistati dell'ex convento delle Umiliate intitolato a San Martino, monastero che era stato soppresso durante la Repubblica Cisalpina. Il progetto originario è attribuito a Leopold Pollack o al figlio Giuseppe.
Durante la proprietà Dandolo, la villa divenne sede di un importante salotto intellettuale di Varese.
L'austero prospetto di accesso è sull'attuale via Walder, enfatizzato da un'esedra ricavata nel giardino di fronte, porzione di terreno ceduta dall'allora proprietario della vicina Villa San Francesco. Il prospetto principale, verso il parco, fu alterato nell'Ottocento quando la villa venne rialzata di un piano dopo essere stata venduta. Passata infatti nel 1833 a Domenico Berra, fu ribattezzata Villa Selene dal romanziere Guido da Verona.
Nel corso del Novecento, la villa divenne proprietà dapprima dei Molina e, successivamente, della famiglia Oppliger-Bossi.